# Siphamia roseigaster
Siphamia roseigaster és una espècie de peix pertanyent a la família dels apogònids. Va ser descrit com a Apogon roseigaster per Edward Pierson Ramsay (1842-1916) i James Douglas Ogilby (1853-1925) el 1887.

## Descripció
- Pot arribar a fer 6,4 cm de llargària màxima.[3][4]

## Hàbitat
És un peix marí, bentònic, demersal i de clima temperat que viu entre 0-118 m de fondària sobre fons tous del litoral.

## Distribució geogràfica
És endemic al Pacífic sud-occidental australià.

## Observacions
És inofensiu per als humans.